# Osnovni kapital
Osnovni kapital je tisti del kapitala, ki je nominalno določen v aktu o ustanovitvi družbe. Vplačajo ga lastniki podjetja (delničarji) in je vpisan tudi v sodnem registru. 
Glede na vrsto podjetja lahko osnovni kapital delimo na: delniški kapital (delniška družba), delež v kapitalu (družba z omejeno odgovornostjo), kapitalsko vlogo (družba z enim samim družbenikom).
Osnovni delniški kapital se deli na: navadne in prednostne delnice, ter glede na posamezne izdaje delnic. Odkupljene lastne delnice se navajajo posebej, ker nanje ni vezana glasovalna pravica, prav tako pa se na lastne delnice ne razporeja dobiček.